# Segunda Categoría de Ecuador 1982
El Campeonato Ecuatoriano de Fútbol de Segunda Categoría 1982 fue la edición n.º 9 de la tercera división del fútbol ecuatoriano, para este torneo se decidió que sería el último torneo en jugarse con solo los campeones ya que para el Campeonato Segunda Categoría 1983 también se incluirían a los subcampeones de los torneos provinciales, como anécdota este torneo no se jugarían enteramente la última fecha ya que un paro nacional del transporte impediría que se jugara con normalidad dichos encuentros además este seria el debut de los equipos de la provincia de Esmeraldas, el campeón sería el Milagro S.C. que le ganaría el título al cuadro del Politécnico que por cuarta ocasión perdería en una final y que aparte fuera el equipo más goleador del torneo con 15 anotaciones, además el campeón de este torneo iría a jugar un Play Off contra el subcampeón de la Segunda Etapa Serie B 1982 que sería el América de Quito. El ganador de dicha serie lograría el ascenso al Campeonato Ecuatoriano de Fútbol 1983.
El Milagro S.C. lograría su segundo título y la oportunidad de participar en los Juegos de Promoción de Ascenso del Campeonato Ecuatoriano de Fútbol Serie B 1982, mientras que el Politécnico lograría su cuarto subcampeonato.

## Sistema de campeonato
FASE PROVINCIAL (Primera Etapa)
- La Primera Fase está formada por los Campeonatos provinciales organizados por cada Asociación de Fútbol (8 en ese entonces), los campeones clasificarán al Zonal Regional.

FASE REGIONAL (Segunda Etapa)
- La Zona 1 estuvo integrada por las provincias deːGuayas, El Oro, Los Ríos y Esmeraldas.

- La Zona 2 estuvo integrada por las provincias deːTungurahua, Pichincha, Manabí y Azuay.

- Cada zona jugará con 4 equipos cada uno de los cuales participaran por sorteo previo en encuentros de ida y vuelta clasificara a la tercera etapa el equipo con mayor cantidad de puntos posibles.

FASE FINAL (Tercera Etapa)
- Se jugará una final a doble partido, el ganador será reconocido como campeón de la Segunda Categoría 1982 y además jugará el encuentro de promoción, contra el subcampeón de la Segunda Etapa Serie B 1982 y cuyo ganador de dicho encuentro ascenderá al Campeonato Ecuatoriano de Fútbol 1983.[3]

## Equipos clasificados
| Asociación        | Equipo            | Vía de clasificación                               |
| ----------------- | ----------------- | -------------------------------------------------- |
| Azuay 1 cupo      | Cruz del Vado     | Campeón de la Segunda Categoría de Azuay 1982      |
| El Oro 1 cupo     | Banaoro           | Campeón de la Segunda Categoría de El Oro 1982     |
| Esmeraldas 1 cupo | Atlét. Esmeraldas | Campeón de la Segunda Categoría de Esmeraldas 1982 |
| Guayas 1 cupo     | Milagro S.C.      | Campeón de la Segunda Categoría de Guayas 1982     |
| Los Ríos 1 cupo   | Emelrios          | Campeón de la Segunda Categoría de Los Ríos 1982   |
| Manabí 1 cupo     | Indep.de Bahía    | Campeón de la Segunda Categoría de Manabí 1982     |
| Pichincha 1 cupo  | Politécnico       | Campeón de la Segunda Categoría de Pichincha 1982  |
| Tungurahua 1 cupo | América de Ambato | Campeón de la Segunda Categoría de Tungurahua 1982 |

## Zona 1
Los equipos de Guayas, Esmeraldas, Los Ríos y El Oro.

### Grupo A
|  |    | Equipo            | PJ | PG | PE | PP | GF | GC | DG  | PTS |
|  | -- | ----------------- | -- | -- | -- | -- | -- | -- | --- | --- |
|  | 1° | Milagro S.C.      | 6  | 4  | 2  | 0  | 10 | 5  | +5  | 8   |
|  | 2º | Atlét. Esmeraldas | 6  | 3  | 0  | 3  | 13 | 4  | +9  | 6   |
|  | 3° | Emelrios          | 5  | 2  | 1  | 2  | 2  | 3  | -1  | 5   |
|  | 4° | Banaoro           | 5  | 1  | 1  | 3  | 2  | 15 | -13 | 3   |

### Partidos y resultados
| Fecha 1      | Fecha 1   | Fecha 1          |
| Equipo Local | Resultado | Equipo Visitante |
| ------------ | --------- | ---------------- |
| Banaoro      | 1-0       | Atlét Esmeraldas |
| Emelrios     | 1-0       | Milagro SC       |

| Fecha 2          | Fecha 2   | Fecha 2          |
| Equipo Local     | Resultado | Equipo Visitante |
| ---------------- | --------- | ---------------- |
| Atlét Esmeraldas | 0-1       | Emelrios         |
| Milagro SC       | 3-0       | Banaoro          |

| Fecha 3      | Fecha 3   | Fecha 3          |
| Equipo Local | Resultado | Equipo Visitante |
| ------------ | --------- | ---------------- |
| Emelrios     | 0-0       | Banaoro          |
| Milagro SC   | 1-0       | Atlét Esmeraldas |

| Fecha 4          | Fecha 4   | Fecha 4          |
| Equipo Local     | Resultado | Equipo Visitante |
| ---------------- | --------- | ---------------- |
| Milagro SC       | 2-0       | Emelrios         |
| Atlét Esmeraldas | 9-0       | Banaoro          |

| Fecha 5      | Fecha 5   | Fecha 5          |
| Equipo Local | Resultado | Equipo Visitante |
| ------------ | --------- | ---------------- |
| Emelrios     | 0-1       | Atlét Esmeraldas |
| Banaoro      | 1-3       | Milagro SC       |

| Fecha 6          | Fecha 6   | Fecha 6          |
| Equipo Local     | Resultado | Equipo Visitante |
| ---------------- | --------- | ---------------- |
| Atlét Esmeraldas | 3-1       | Milagro SC       |
| Banaoro          | -         | Emelrios         |

## Zona 2
Los Equipos de Azuay, Pichincha, Tungurahua y Manabí.

### Grupo B
|  |    | Equipo            | PJ | PG | PE | PP | GF | GC | DG | PTS |
|  | -- | ----------------- | -- | -- | -- | -- | -- | -- | -- | --- |
|  | 1° | Politécnico       | 6  | 4  | 2  | 0  | 14 | 5  | +9 | 10  |
|  | 2º | América de Ambato | 6  | 2  | 1  | 3  | 7  | 7  | 0  | 5   |
|  | 3º | Cruz del Vado     | 5  | 1  | 2  | 2  | 6  | 7  | -1 | 4   |
|  | 4° | Indep.de Bahía    | 5  | 1  | 1  | 3  | 6  | 14 | -9 | 3   |

### Partidos y resultados
| Fecha 1           | Fecha 1   | Fecha 1          |
| Equipo Local      | Resultado | Equipo Visitante |
| ----------------- | --------- | ---------------- |
| América de Ambato | 3-0       | Indep.de Bahía   |
| Politécnico       | 2-0       | Cruz del Vado    |

| Fecha 2        | Fecha 2   | Fecha 2           |
| Equipo Local   | Resultado | Equipo Visitante  |
| -------------- | --------- | ----------------- |
| Cruz del Vado  | 3-3       | América de Ambato |
| Indep.de Bahía | 2-2       | Politécnico       |

| Fecha 3       | Fecha 3   | Fecha 3           |
| Equipo Local  | Resultado | Equipo Visitante  |
| ------------- | --------- | ----------------- |
| Cruz del Vado | 2-0       | Indep.de Bahía    |
| Politécnico   | 1-0       | América de Ambato |

| Fecha 4        | Fecha 4   | Fecha 4           |
| Equipo Local   | Resultado | Equipo Visitante  |
| -------------- | --------- | ----------------- |
| Indep.de Bahía | 2-0       | América de Ambato |
| Cruz del Vado  | 1-1       | Politécnico       |

| Fecha 5           | Fecha 5   | Fecha 5          |
| Equipo Local      | Resultado | Equipo Visitante |
| ----------------- | --------- | ---------------- |
| América de Ambato | 1-0       | Cruz del Vado    |
| Politécnico       | 7-2       | Indep.de Bahía   |

| Fecha 6           | Fecha 6   | Fecha 6          |
| Equipo Local      | Resultado | Equipo Visitante |
| ----------------- | --------- | ---------------- |
| América de Ambato | 0-1       | Politécnico      |
| Indep.de Bahía    | -         | Cruz del Vado    |

### Final
La disputaron Milagro S.C. ganador del Grupo A en la Zona 1 y Politécnico ganador del Grupo B de la Zona 2, ganando la serie; el equipo de Milagro S.C. y el cual jugará ante América de Quito subcampeón de la Segunda Etapa Serie B 1982 por el ascenso al Campeonato Ecuatoriano de Fútbol 1983
| Ciudad                                                | Equipo local | Resultado | Equipo visitante |
| ----------------------------------------------------- | ------------ | --------- | ---------------- |
| Quito                                                 | Politécnico  | 0-0       | Milagro S.C.     |
| Milagro                                               | Milagro S.C. | 3-1       | Politécnico      |
| Milagro SC gana el Título con marcador global de 3-1. |              |           |                  |

### Campeón
|                          |
| Milagro S.C. 2.do Título |

### Juegos de Promoción por el ascenso a la Serie A
| Clasificados     | Vía de clasificación                             |
| ---------------- | ------------------------------------------------ |
| Milagro S.C.     | Campeón del campeonato de Segunda Categoría 1982 |
| América de Quito | Subcampeón de la Segunda Etapa Serie B 1982      |

| Ciudad                                                                  | Equipo local     | Resultado | Equipo visitante |
| ----------------------------------------------------------------------- | ---------------- | --------- | ---------------- |
| Quito                                                                   | América de Quito | 7-0       | Milagro S.C.     |
| Milagro                                                                 | Milagro S.C.     | 0-0       | América de Quito |
| América de Quito asciende a la Serie A 1983 por marcador global de 7-0. |                  |           |                  |

## Tabla General
|  |    | Equipo            | PJ | PG | PE | PP | GF | GC | DG  | PTS |
|  | -- | ----------------- | -- | -- | -- | -- | -- | -- | --- | --- |
|  | 1° | Milagro S.C.      | 8  | 5  | 1  | 2  | 13 | 6  | +7  | 11  |
|  | 2° | Politécnico       | 8  | 4  | 3  | 1  | 15 | 8  | +7  | 11  |
|  | 3º | Atlét. Esmeraldas | 6  | 3  | 0  | 3  | 13 | 4  | +9  | 6   |
|  | 4° | Emelrios          | 5  | 2  | 1  | 2  | 2  | 3  | -1  | 5   |
|  | 5° | América de Ambato | 6  | 2  | 1  | 3  | 7  | 7  | 0   | 5   |
|  | 6° | Cruz del Vado     | 5  | 1  | 2  | 2  | 6  | 7  | -1  | 4   |
|  | 7° | Indep.de Bahía    | 5  | 1  | 1  | 3  | 6  | 14 | -9  | 3   |
|  | 5° | Banaoro           | 5  | 1  | 1  | 3  | 2  | 15 | -13 | 3   |

|  | Campeón, jugó los Juegos de Promoción por el ascenso a la Serie A 1983. |